# 黃士觀 (嘉慶進士)
黃士觀，字曉樓，號海粟，贵州大方人，清朝政治人物、進士出身。
嘉慶六年（1801年）清高宗九旬辛酉恩科進士，二甲十七名，后散館改知縣，官河南湯陰知縣。